# Microglanis parahybae
Microglanis parahybae és una espècie de peix de la família dels pseudopimelòdids i de l'ordre dels siluriformes.

## Morfologia
- Els mascles poden assolir 8 cm de longitud total.[5][6]

## Alimentació
És omnívor.

## Hàbitat
És un peix d'aigua dolça i de clima tropical (21 °C-26 °C).

## Distribució geogràfica
Es troba a Sud-amèrica: l'Argentina i conca del riu Paraíba do Sul al Brasil.